# Боумен, Юдей
Юдей Луи Боумен (9 ноября 1887 — 26 мая 1949) — американский пианист и композитор рэгтайма и блюза, представитель стиля Техасский регтайм. Его в основном помнят как автора знаменитого «Регтайма Двенадцатой улицы» 1914 г. из серии регтаймов, посвященных различным улицам, которые Боумен написал в период, когда он работал пианистом в дорогих борделях Канзас-Сити.

## Биография
Юдей Боумен родился и жил в округе Таррант, штат Техас. Местность, первоначально названная Боумен-Спрингс в честь его деда, была переименована в Уэбб в 1895 году и сейчас находится в пригороде Форт-Уэрт. Его родители развелись, когда он был молод, и его мать переехала с семьей в Форт-Уэрт. Его мать и сестра были преподавательницами фортепиано.
Хотя многие источники упоминают, что он якобы потерял ногу, когда пытался запрыгнуть на поезд, на самом деле это событие произошло с его двоюродным братом и привело к процессу, который закончился в Верховном суде Техаса.
В подростковом возрасте и в начале двадцатых годов, Боуман путешествовал в качестве пианиста. Боуман также был организатором популярных оркестров. Он жил вместе со своей сестрой, мисс Мэри М. Боуман, которая была соавтором «Регтайма Двенадцатой улицы». Боуман продал авторские права на мелодию всего за $ 100. Много лет позже он возобновил авторские права, но к тому времени мелодия уже была известна во многих аранжировках — среди аранжировщиков были Луи Армстронг (1927), Бенни Мотен (1927), Дюк Эллингтон (1931), и Пи Ви Хант (1948), поэтому Боумен уже не мог претендовать на доходы от исполнения этих аранжировок.

## Авторские права
Произведения Боумена пока ещё не принадлежат к общественному достоянию. Они были разделены между многими дальними родственниками до того, пока в 2013 году двое из них не выкупили все права через аукцион.